# FC Bayern München (torna)
Az FC Bayern München sportegyesületének a torna osztálya 1974-ben alapult meg, és 2014-ben szűnt meg.

## Történelem
Az egyesület torna csapata az 1980-as években élte virágkorát. Az évtized során a férfi csapat 4 alkalommal nyerte meg a német bajnokságot és 5 alkalommal végzett a második helyen. Az egyesületben ekkor több nagy nevű német tornász is sportolt, mint Bernhard Simmelbauer és Wolfgang Wagner, akik részt vettek az 1984-es és 1988-as nyári olimpiai játékokon és az 1985-ös montreali világbajnokságon. 
Az 1990-es években az egyesület középszerű csapattá vált. 2003-ban nagy sikernek elkönyvelt harmadik helyen végzett a férfi csapat, majd 2007-ig ismét a középmezőnybe tartozott (2004: 6. hely, 2005: 6. hely, 2006: 5. hely, 2007: 6. hely). 2008-ban a férfi csapat kiesett a másodosztályba, majd 2009-ben feljutott a legjobbak közé. 2012-ben ismét kiesett a csapat a másodosztályba, de 2013-ban ismét feljutott. A 2000-es években tagja volt a férfi csapatnak a német válogatott Brian Gladow.
Az egyesület torna osztálya 2014 januárjában feloszlott.

## Eredmények
- Német férfi bajnokság
  - Bajnok (4): 1983, 1986, 1987, 1988
  - Második (5): 1981, 1982, 1984, 1985, 1989